# Hind Laroussi
Hind Laroussi Tahiri, de nombre artístico Hind, (Gouda; 3 de diciembre de 1984) es una cantante holandesa de origen marroquí.
Se hizo famosa tras llegar a la final de la primera edición neerlandesa de Idols. Hind vivía anteriormente en Gouda, pero ahora ella vive en Ámsterdam.
Hind canta en varios estilos, como Rhythm & Blues, pop y fado. También canta en varios idiomas, como árabe y portugués.
En 2004, Hind recibió un premio Edison (Emmy holandés) por su primer álbum, Around The World.
En 2005 lanzó Halfway Home, su segundo álbum.
Hind ha representado a los Países Bajos en el Festival de la Canción de Eurovisión 2008, pero no logró pasar los semifinales.

## Discografía

### Álbumes de estudio
- Around The World (2003)
- Halfway Home (2005)
- Crosspop (2010)

### Sencillos
| Año  | Sencillo                   | Álbum                          | Mejores posiciones en listas | Mejores posiciones en listas |
| Año  | Sencillo                   | Álbum                          | Dutch Top 40                 | Dutch Top 100                |
| ---- | -------------------------- | ------------------------------ | ---------------------------- | ---------------------------- |
| 2003 | "Summer All Over Again"    | Around The World               | 11                           | 7                            |
| 2004 | "Weak"                     | Around The World               | 31                           | 22                           |
| 2004 | "Sure As"                  | Around The World               | -                            | 35                           |
| 2005 | "Give Me A Sign"           | Halfway Home                   | 29                           | 15                           |
| 2005 | "Halfway Home"             | Halfway Home                   | -                            | 75                           |
| 2006 | "Habaytek Besaif"          | Halfway Home                   | -                            | -                            |
| 2008 | "Your Heart Belongs to Me" | Eurovision Song Contest 2008   | 27                           | 16                           |
| 2009 | "Morgen"                   | SpangaS op Survival Soundtrack | -                            | 17                           |